# Selkvinnen
Selkvinnen är en norsk dramafilm i 1700-talsmiljö från 1953. Filmen regisserades av Lauritz Falk och Per Jonson och i de ledande rollerna ses Lauritz Falk, Liv Hagerup och Hjalmar Fries.

## Handling
Filmen utspelar sig på Färöarna under 1700-talet. Danska fogdar styr ön med järnhand. I Torshamn bor fogden Hammershaimb, i sitt yrke känd som hårdför men privat en omsorgsfull familjefar. Han försöker ordna giftermål för sin dotter Inger.

## Rollista
- Lauritz Falk – Paul Nolsøe
- Liv Hagerup – Ragni, hans kusin
- Hjalmar Fries – Wenzel Hammershaimb, fogde
- Aagot Børseth – Elise, hans hustru
- Marie Hamilton – Inger, deras dotter
- Gunnar Skar – Niclas, fogdens tjänare
- Jack Fjeldstad – Hannes Klasor
- Ottar Wicklund – Olav Verdur
- Adolf Bjerke – Jogvan Gunnarsson
- Eugen Skjønberg – Trondur Våg
- Henny Skjønberg – Hervør, Klasurs mor
- Joachim Holst-Jensen – Rantzau, domare
- Jan Voigt – Carsten Løbner
- Lydia Opøien – Dorothea, tjänstekvinna hos Hammershaimb
- Benadikt Davidsen – Sverri, fångstman
- Odd Rohde – Eydun, huskarl hos Paiul
- Harald Christensen – en ung man
- Ronnie Boatler – sälkvinnan
- Sven Revold – en dansare

## Om filmen
Selkvinnen regisserades av Lauritz Falk och Per Gunnar Jonson och var deras första och enda film tillsammans som regissörer. Falk stod för dialoginstruktionerna och Jonson för den tekniska regin. Bjarne Hansen bistod dem som regiassistent. Filmen producerades av Janus-Film AS med Leif Sinding som produktionschef, Borgwall Skaugen som teknisk ledare och Odd Rohde som produktionsassistent. Manuset skrev av Sinding. Filmen spelades in på Färöarna med Jonson som fotograf, Harald Christensen som fotoassistent och Erik Schibbye som stillbildsfotograf. Den klipptes av Jonsson och Pierre Bardh. Musiken komponerades av Gunnar Sønstevold.
Filmen är inspelad både i färg och svartvitt. Den premiärvisades den 16 november 1953 i Norge.

## Mottagande
Filmen totalsågades och togs ned från biograferna redan efter tre dagar. Filmkritikern Arne Hestenes skrev att den saknade dramatisk appell och menade att den var lika intressant som en dokumentär om larver.